# Ливик, Александр Петрович
Алекса́ндр Петро́вич Ли́вик (укр. Олександр Петрович Лівік; род. 30 июня 1970, Николаев, Украинская ССР, СССР) — украинский политик, Народный депутат Украины VIII созыва.

## Биография

### Образование
- 1987—1992 — Киевское высшее танковое инженерное училище им. маршала Якубовского, курсант;
- 1992—1996 — Киевский институт сухопутных войск, начальник группы программно-математического обеспечения;
- В 2009 году окончил Институт последипломного образования Львовской коммерческой академии, специалист по финансам.
- В 2013 году получил в Николаевском аграрном университете Министерства аграрной политики и продовольствия Украины научную степень кандидата экономических наук[1].

### Предпринимательская карьера
С 1996 по 1999 год работал заместителем генерального директора ООО «Фагот», затем до 2001 года был директором этой компании.
До избрания народным депутатом работал директором виноконьячного завода «Зелёный Гай». В числе учредителей ОАО «Зелёный Гай» значатся Пётр и Катерина Ливики — родственники Александра Петровича. 30 ноября 2009 года «Зелёный Гай» взяло у ООО «Югнефтегаз» кредит в размере 2 млн гривен. Этих денег «Зелёный Гай» своему кредитору так и не вернул. По решению Хозяйственного суда Николаевской области от 4 октября 2016 года и постановлению Одесского апелляционного хозяйственного суда от 21 декабря 2016 года был вынесен приговор о принудительном взыскании с ОАО «Зелёный Гай» долга в сумме 2 млн гривен. Через шесть дней, 27 декабря 2016 года, представитель компании из Северного Кипра «Экзаль Спирит Энд Алкоголь Фри Порт ЛТД» Дмитрий Писарев заявил журналистам, что в 2014 году ОАО «Зелёный Гай» взял у северных киприотов кредит на сумму в 25 тыс. евро за поставку коньячных спиртов. Данный факт документально подтверждён. Украинская компания должна была вернуть кредит через две недели, но не сделала этого.
В 2000-е годы избирался депутатом Николаевского областного совета.
С 2007 года — вице-президент Всеукраинской конференции виноделов и садоводов, президент Николаевской областной детско-юношеской федерации футбола, почётный президент Вознесенской районной детской спортивной общественной организации Футбольный клуб «Зелёный Гай».
С 2008 года — заместитель председателя правления (вице-президент) ОАО «Зелёный Гай».

### Политическая карьера
В 2009 году был доверенным лицом кандидата в президенты Украины Виктора Януковича в 131-м округе города Николаева.
С 2010 по 2014 год был депутатом Николаевского областного совета. В 2012 году был кандидатом в депутаты Верховной рады от Партии регионов (№ 166 в списке), но в украинский парламент не попал.
27 ноября 2014 года прошёл в Верховную раду по одномандатному избирательному округу от «Блока Петра Порошенко» (№ 131 в списке). Во время избирательной кампании николаевские общественники сообщили о том, что политические рекламные щиты, установленные на улицах города, соседствовали с рекламой ОАО «Зелёный Гай», причём реклама этого товарного знака иногда располагалась непосредственно на щитах Блока Петра Порошенко. Николаевские активисты высказали мнение, что руководство БПП могло даже и не знать об этой инициативе Александра Ливика.

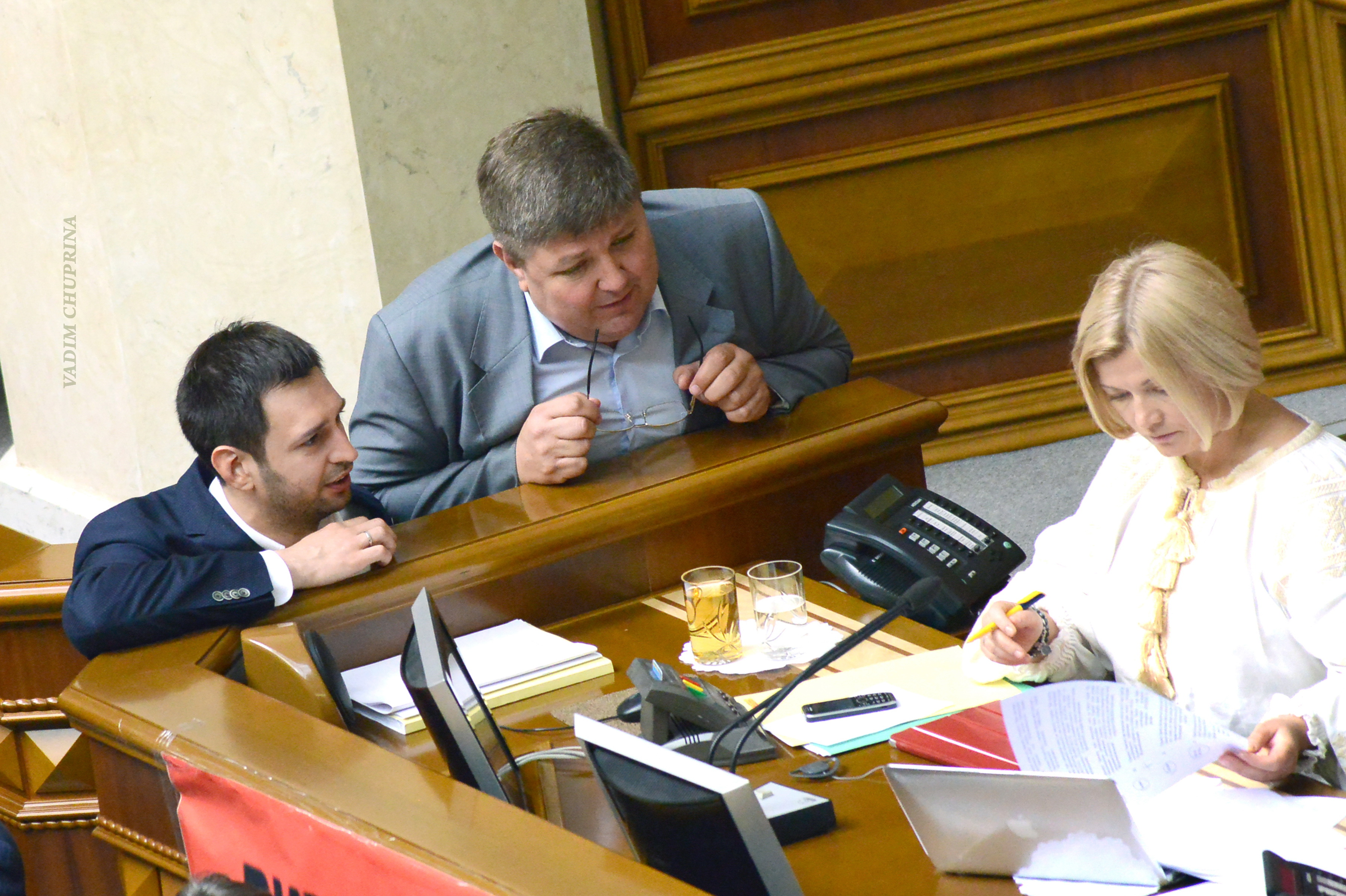
Александр Ливик в Верховной раде Украины в 2016 году

Председатель подкомитета по вопросам нетрадиционных и возобновляемых источников энергии Комитета Верховной рады по вопросам топливно-энергетического комплекса, ядерной политики и ядерной безопасности. Член групп по межпарламентским связям с Ираном, Норвегией, Францией, Германией, КНР, Польшей.
Александр Ливик проголосовал «за» принятие законопроекта № 5000 о повышении зарплат для народных депутатов до 40 тыс. гривен в месяц, который вызвал волну критики со стороны украинской общественности и правительства страны.
По данным исследования, проведённого движением «ЧЕСНО», Александр Ливик возглавил «антирейтинг» депутатов Верховной рады по количеству случаев неперсонального голосования за 2016 год. За этот период было выявлено четыре случая «кнопкодавства» со стороны Ливика.
В дни Майдана отправлял из города Вознесенска Николаевской области «титушек» в Киев для избивания майдановцев.
25 декабря 2018 года включён в санкционный список России.

## Доходы
Согласно данным электронной декларации за 2017 год, у Александра Ливика имелся в собственности жилой дом площадью 257,6 м² и два участка (1 тыс. м² и 193 232 м²) в городе Вознесенске Николаевской области, а также автомобиль Mercedes-Benz GL 320 CDI (2007 года выпуска). В качестве зарплаты народного депутата он получил 279 609 гривен, также Ливику была компенсирована аренда гостиничного номера в размере 191 080 гривен и предоставлена компенсация за проезд (38 170 гривен). Ливик указал 750 тыс. гривен наличных средств и отметил кредитоскую задолженность в размере 255 177 гривен. В декларации также были указаны данные супруги Екатерины: ей принадлежал земельный участок в 760 м² в Воскресенске, ещё шесть участков находились в аренде (130 707 м², 343 372 м², 692 344 м², 172 369 м² в селе Дмитровка Вознесенского района Николаевской области; участки площадью 172 369 м² и 102 597 м² в селе Бугское Вознесенского района). Екатерина Ливик указала в декларации автомобиль Volkswagen Eos (2008 года выпуска), 23 % акций ООО «Производственно-коммерческая фирма „Техком“» (номинальной стоимостью 667 тыс. гривен), 42,5 % акций фермерского хозяйства «Юг Агро Инвест» (номинальной стоимостью 170 тыс. гривен), подарок в размере 147,1 тыс. гривен, а также зарплату в размере 47 525 гривен. Она являлась владелицей двух компаний — ООО «Производственно-коммерческая фирма „Эдвард“» и ООО «Зелёный Гай».

## Семья
Жена Екатерина Викентьевна Ливик, есть сын Иван.